# Hannes Meyer

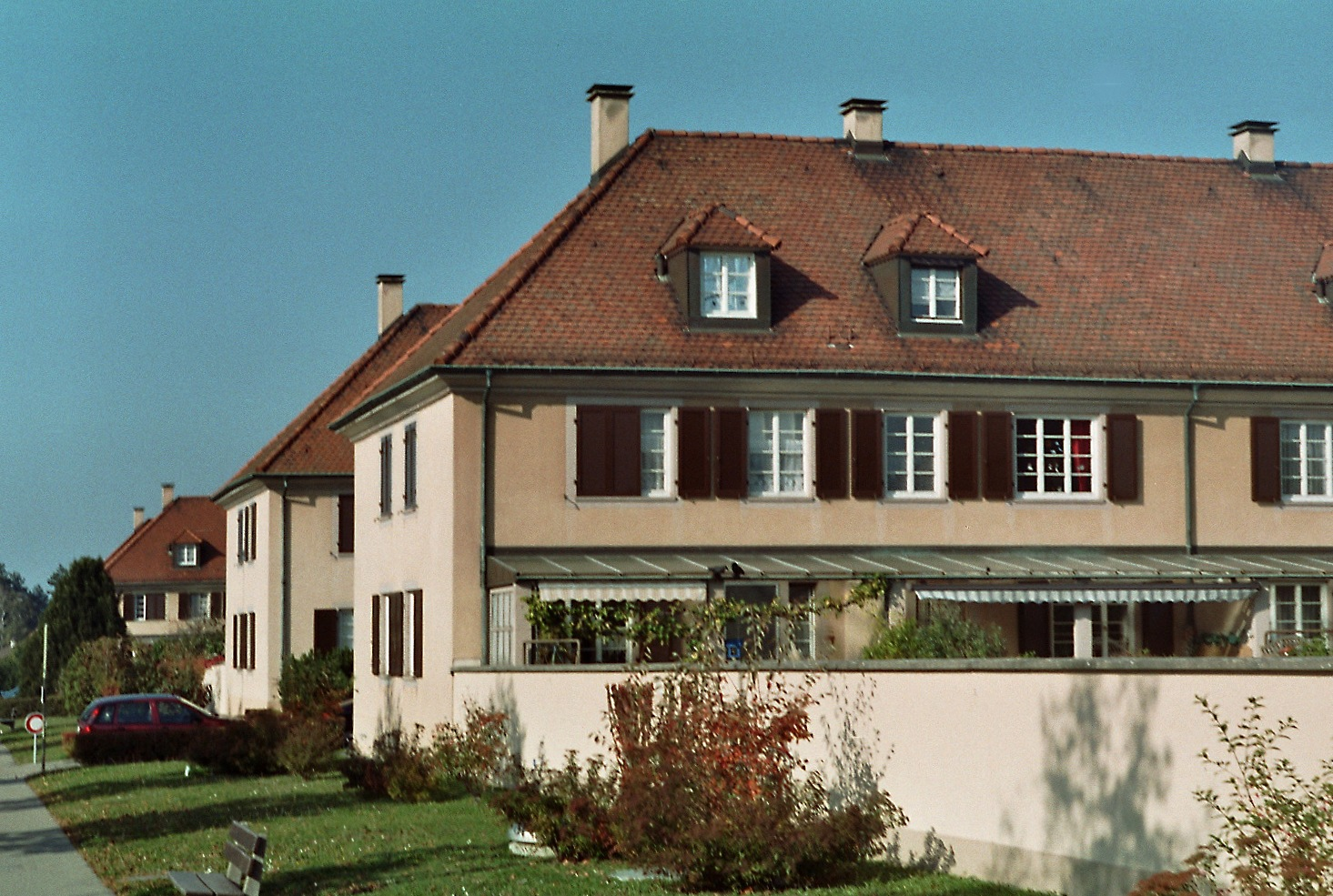
Khu nhà Freidorf ở Muttenz, Thụy Sĩ do Meyer thiết kế

Hannes Meyer (18 tháng 11 năm 1889 – 19 tháng 7 năm 1954) là một kiến trúc sư Thụy Sĩ và là hiệu trưởng thứ hai của trường Bauhaus từ năm 1928 đến 1930.
Trường Bauhaus được Walter Gropius thành lập ở Weimar năm 1919. Gropius đã chỉ định Meyer là chủ nhiệm khoa kiến trúc ngay khi khoa này được thành lập vào tháng 10 năm 1926. Trong triết lý cực đoan của mình, Meyer tin rằng kiến trúc mang nặng tính thủ công hơn là tính nghệ thuật. Theo ông, công trình kiến trúc phải có giá thành thấp và phải thiết kế để đáp ứng được như cầu của xã hội. Ông cũng là một người theo chủ nghĩa Marx.
Ngay khi lên làm hiệu trưởng, Meyer đã cho công bố tuyên ngôn của mình gồm 3 điểm chính:
- Tất cả các môn học kiến trúc phải được dựa trên các bằng chứng khoa học. Phần chủ yếu ưu tiên phải được dựa vào công năng của công trình trong hầu hết các khía cạnh thực hành. Do vậy, bất kì một thiết kế nào cũng phải theo sao một nghiên cứu tỉ mỉ về sử dụng, từ đó bản hoạch định của công trình sẽ được phát triển dựa trên các chỉ dấu khoa học.
- Sự tối ưu hóa của tất cả các nhu cầu cần thiết có giá trị ưu tiên hơn bất kì một giá trị nghệ thuật nào.
- Tất cả các môn học kiến trúc phải được dựa trên các hoạt động thực hành kiến trúc.

Meyer quan niệm tòa nhà đơn giản chỉ là một tổ chức không gian hợp nhất theo nhu cầu, không hề có bất kì một sáng tạo nghệ thuật nào. Có thể nói, tư tưởng về kiến trúc của Meyer dựa trên công thức thuần túy kỹ thuật: "Kiến trúc = Giá trị sử dựng × Giá trị kinh tế". Ông thắt chặt mối liên quan giữa ngành Kiến trúc và ngành Thiết kế công nghiệp, ép buộc các giáo sư như Herbert Bayer, Marcel Breuer và một số người khác phải từ chức. Thậm chí, ông có ý định đổi tên khoa Kiến trúc thành khoa Xây dựng. Trong thời kì làm hiệu trưởng ở Dessau, Meyer đã đem lại cho trường công trình quan trọng, đó là năm căn hộ ở thành phố Dessau và trụ sở của Trường thương mại Liên bang (ADGB) ở Bernau.
Nhưng bên cạnh đó, Meyer lại tiến hành tuyên truyền chủ nghĩa Marx trong trường Bauhaus và cả ngoài xã hội; nói cách khác, ông chính trị hóa toàn trường Bauhaus. Ông công khai lên tiếng ủng hộ chủ nghĩa Cộng sản, và thành lập tổ chức sinh viên Cộng sản trong trường. Trường Bauhaus lúc đó thực sự như một tổ chức chính trị nguy hiểm, đối nghịch với đảng Công nhân Quốc xã cầm quyền. Đây là những hành động hết sức nguy hiểm trong tình hình chính trị lúc bấy giờ. Trong hoàn cảnh đó, để cứu trường Bauhaus, Gropius buộc phải đuổi việc Meyer và đưa Mies van der Rohe lên làm hiệu trưởng đời thứ ba.
Để tránh không khí chính trị của nước Đức lúc đó, Hannes Meyer cùng 7 sinh viên khác quyết định sang Moskva, Liên Xô cư trú. Tại đây ông làm giáo sư tại trường Đại học Moskva và hoạt động trong lĩnh vực kiến trúc, quy hoạch đô thị theo tư tưởng của Chủ nghĩa Xã hội không tưởng. Tuy nhiên đến năm 1936, Meyer lại bị trục xuất khỏi Liên Xô vì lý do chính trị.
Ông quay về Geneva và ở đó trong ba năm, sau đó ông di cư tới México và làm hiệu trưởng của Học viện quy hoạch đô thị (Instituto del Urbanismo y Planification) từ năm 1942 đến năm 1949. Sau đó ông quay lại Crocifisso di Lugano, Thụy Sĩ và mất ở đây năm 1954.